# Marie Victoire de Riznitch Rzewuska
 (janvier 2025).
La mise en forme du texte ne suit pas les recommandations de Wikipédia : il faut le « wikifier ».
Les points d'amélioration suivants sont les cas les plus fréquents :
- Les titres sont pré-formatés par le logiciel. Ils ne sont ni en capitales, ni en gras.
- Le texte ne doit pas être écrit en capitales (les noms de famille non plus), ni en gras, ni en italique, ni en « petit »…
- Le gras n'est utilisé que pour surligner le titre de l'article dans l'introduction, une seule fois.
- L'italique est rarement utilisé : mots en langue étrangère, titres d'œuvres, noms de bateaux, etc.
- Les citations ne sont pas en italique mais en corps de texte normal. Elles sont entourées par des guillemets français : « et ».
- Les listes à puces sont à éviter, des paragraphes rédigés étant largement préférés. Les tableaux sont à réserver à la présentation de données structurées (résultats, etc.).
- Les appels de note de bas de page (petits chiffres en exposant, introduits par l'outil «  Source ») sont à placer entre la fin de phrase et le point final[comme ça].
- Les liens internes (vers d'autres articles de Wikipédia) sont à choisir avec parcimonie. Créez des liens vers des articles approfondissant le sujet. Les termes génériques sans rapport avec le sujet sont à éviter, ainsi que les répétitions de liens vers un même terme.
- Les liens externes sont à placer uniquement dans une section « Liens externes », à la fin de l'article. Ces liens sont à choisir avec parcimonie suivant les règles définies. Si un lien sert de source à l'article, son insertion dans le texte est à faire par les notes de bas de page.
- La présentation des références doit suivre les conventions bibliographiques. Il est recommandé d'utiliser les modèles {{Ouvrage}}, {{Chapitre}}, {{Article}}, {{Lien web}} et/ou {{Bibliographie}}. Le mode d'édition visuel peut mettre en forme automatiquement les références.
- Insérer une infobox (cadre d'informations à droite) n'est pas obligatoire pour parachever la mise en page.

Pour une aide détaillée, merci de consulter Aide:Wikification.
Si vous pensez que ces points ont été résolus, vous pouvez retirer ce bandeau et améliorer la mise en forme d'un autre article.

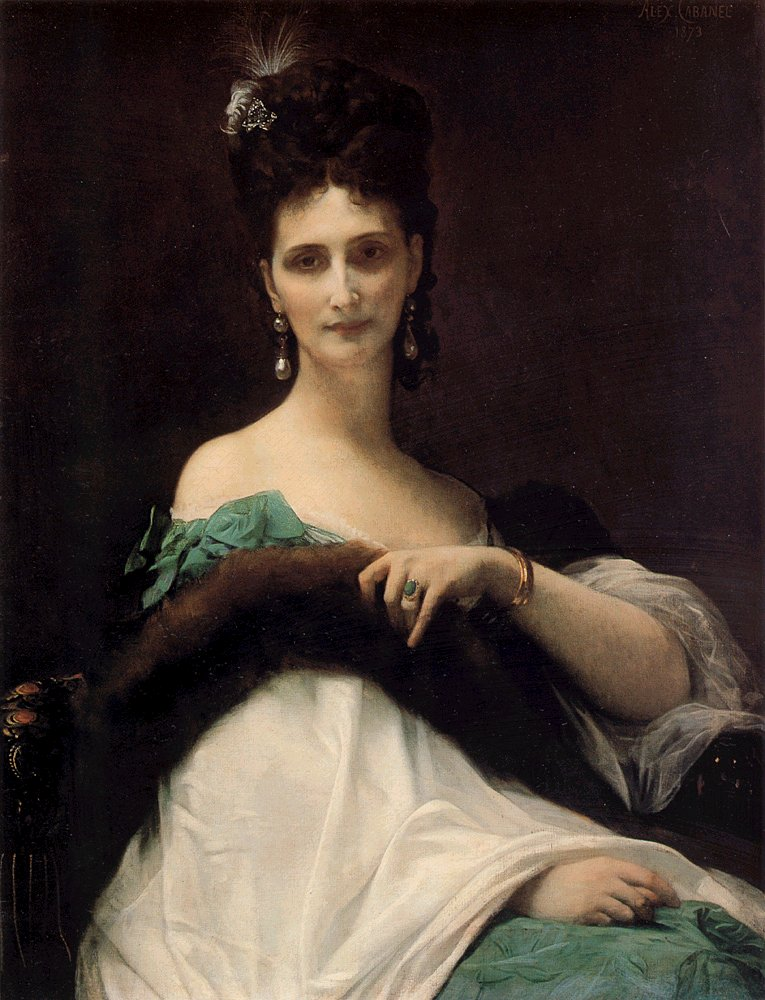
La Comtesse de Keller (1873), Alexandre Cabanel, Huile sur Toile, Hauteur 99 cm, Largeur 77 cm

Maria Victoire "Ivanovna", née de Riznitch Rzewuska, Marquise de Saint-Yves d'Alveydre (1827-1895) fut l'épouse du sénateur Edouard Federovich Keller et du poète et érudit Alexandre Saint-Yves d'Alveydre. Elle était membre de l’ordre martiniste.

## Biographie
Elle est née le 24 décembre 1827 à Odessa, Ukraine. Son père était un riche marchand et maréchal local de la noblesse d’Odessa, d’origine serbe, Ivan Riznitch (1792-1852). Sa mère était Polina Adamovna, née comtesse Rzhewuska, la sœur d'Evelina Hanska et de Karolina Sobańska. Son grand-père était un riche banquier serbe. De nombreux rapports expliquent qu'elle grandit à Kiev et qu'elle y reçu une excellente éducation.
Elle fut d'abord l'épouse d'Edouard Federovich (1819-1903), comte de Keller, un conseiller du tsar, sénateur et chambellan à la cour Impériale de Russie, et vice gouverneur de Kiev. Étant une femme de la société, elle préféra vivre à l’étranger pendant une longue période séparée de son mari, où elle eu une liaison ouverte avec l’homme d'affaires Paul von Derwies. La comtesse Keller était en fait la maîtresse de sa demeure à Nice et avait enseigné à sa femme Vera Tietz "les bonnes manières". Elle eu d'autres liaisons, notamment avec le gouverneur général de Kiev, le prince Bibikov, et Józef Ignacy Kraszewski.
En 1858, comme il est rapporté par Maria Eduardovna, la fille de Marie Riznitch, la famille reçut une visite du tsar Alexandre II à Minsk, où le comte de Keller avait été nommé gouverneur civil. Celui-ci promis aux enfants Keller une dame de compagnie et des pages. Il est dit que la demeure des Keller était très ouverte et qu'ils y recevaient souvent des membres de l’aristocratie polonaise et russe. Parmi les invités se trouvait Maria Kalergis, qui « jouait souvent du piano ». Marie Riznitch correspondait souvent avec le tsar Alexandre II, et était également appréciée par le roi Guillaume Ier de Prusse.
En 1859, elle pris l'initiative de créer une société caritative de femmes permettant aux filles des résidents locaux de bénéficier d'une éducation à des conditions préférentielles. La société s'appelait Alexandrovsky (Аляксандраўскім).
Maria Riznitch et Edouard Federovich Keller divorcèrent en 1876 à la suite du scandale des nombreuses liaisons de Maria,.
Le couple eu 4 enfants ensemble:
- Maria Eduardovna Kleinmichel (1846-1931), mondaine, mémorialiste et pendant un temps dame de compagnie de l'Impératrice Marie de Hesse-Darmstadt.
- Maria (1849-1915), dame de compagnie
- Fyodor Eduardovitch Keller (1850-1904), lieutenant général, directeur du Corps des Pages et héros de la guerre russo-japonaise.
- Alexander Keller (1858-1940), chambellan[8].

Le 16 septembre 1877, elle épousa Alexandre Saint-Yves d'Alveydre à Westminster à Londres. Ce mariage apporta à son mari la sérénité et l'aisance financière pour mener à bien ses travaux de recherche. Pour lui, Maria Riznitch acheta le domaine d’Alveydre, à la frontière entre l'Italie et la France, et le titre de marquis en 1880 à Saint-Marin. Une source indique que Maria Riznitch fut une des premières femmes a pratiquer l'émaillage du visage en France.
Le 7 juin 1895, elle mourut à une heure du matin dans son hôtel particulier au 9 Rue Colbert à Versailles à l'âge de 67 ans. Elle fut enterrée avec son mari dans une crypte construite selon les règles de l’Archéomètre au cimetière Notre-Dame de Versailles.

## Portrait du peintreAlexandre Cabanel(1823-1889)
En 1873, le portraitiste académique Alexandre Cabanel effectua un portrait de Marie Victoire de Riznitch Rzewuska alors qu'elle était encore comtesse de Keller.
Jusqu'en 1889, le tableau faisait partie de la collection du marquis et de la marquise de Saint-Yves d'Alveydre. Il fut accepté par l'État à titre de donation sous réserve d'usufruit en 1889. À la mort d'Alexandre Saint-Yves d'Alveydre en 1909, il fut attribué au Musée du Louvre, Paris. De 1912 à 1923, il demeura au Musée du Luxembourg. De 1926 à 1981, il retourna au Musée du Louvre et en 1981, il fut affecté au Musée d'Orsay, Paris.

## Ressources
- Ritratto della contessa de Keller, "Finestre sull'Arte, arte Antica e Contemporanea"

## Sources
1. 1 2  « Registres paroissiaux et d'état-civil », sur archives.yvelines.fr (consulté le 18 janvier 2025)
2. ↑  « ARCHIVES DE LA FAMILLE KELLER, COMTES PRUSSIENS ET RUSSES 5 photographies, tirages à l'albumine. Russie, années 1880-90. », sur hermitagefineart.com (consulté le 19 janvier 2025)
3. 1 2 3  « Камилла, Мария и губернатор », sur web.archive.org,‎ 23 janvier 2022 (consulté le 19 janvier 2025)
4. ↑  « count Edward von Keller », sur geni_family_tree, 2 décembre 2024 (consulté le 18 janvier 2025)
5. 1 2  (en) Lynn Picknett et Clive Prince, The Sion Revelation: The Truth About the Guardians of Christ's Sacred Bloodline, Simon and Schuster, 7 février 2006 (ISBN 978-0-7432-6303-0, lire en ligne)
6. ↑  (pl) Académie polonaise des sciences, Irena Koberdova, Kellerowa née Riznicz Maria, Dictionnaire Biographique Polonais, vol. 12, Wrocław – Varsovie – Cracovie, 1966-1967, p. 327
7. 1 2  « Généalogie de Marie Victoire De Risnitch Rzewuska », sur Geneanet (consulté le 18 janvier 2025)
8. ↑  « count Alexander von Keller », sur geni_family_tree, 2 décembre 2024 (consulté le 18 janvier 2025)
9. ↑  « Saint-Yves d'Alveydre, Joseph Alexandre », sur Dictionary of Gnosis & Western Esotericism (consulté le 18 janvier 2025)
10. ↑  Michael Pym, « Saint Yves D'alveydre », Advocate of Peace through Justice, vol. 88, no 11,‎ 1926, p. 609–614 (ISSN 2155-7802, lire en ligne, consulté le 4 avril 2025)
11. ↑  « VERSAILLES (78) : cimetière Notre-Dame - Cimetières de France et d'ailleurs », sur www.landrucimetieres.fr (consulté le 18 janvier 2025)
12. 1 2  « La Comtesse de Keller - Alexandre Cabanel | Musée d'Orsay », sur www.musee-orsay.fr (consulté le 18 janvier 2025)